# أليخاندرو فريري
أليخاندرو فريري (بالإسبانية: Alejandro Freire) هو لاعب كرة قاعدة كولومبي، ولد في 23 أغسطس 1974 في كاراكاس في فنزويلا.

## وصلات خارجية
- أليخاندرو فريري على موقع دوري كرة القاعدة الرئيسي (الإنجليزية)
- أليخاندرو فريري على موقعبيزبول رفرنس.كوم (الدوري الرئيسي) (الإنجليزية)
- أليخاندرو فريري على موقعبيزبول رفرنس.كوم (الدوري الثانوي) (الإنجليزية)
- أليخاندرو فريري على موقع مشجعي الرسوم البيانية (الإنجليزية)